# Hugo Vallejo
Hugo Claudio Vallejo Avilés (Granada, 15 febbraio 2000) è un calciatore spagnolo, attaccante svincolato.

## Carriera

### Club
Vallejo è entrato a far parte del settore giovanile del Malaga nel 2015, proveniente dal Granada. Nel 2018 è stato assegnato alla squadra B in Segunda División B con cui ha debuttato il 28 ottobre dello stesso anno contro l'Almería B ed il 25 novembre ha realizzato la sua prima rete contro l'Atlético Sanluqueño. Il 16 gennaio 2019 ha debuttato in prima squadra giocando il secondo tempo dell'incontro di Segunda División perso 3-0 contro il Reus.
Il 14 gennaio 2020 è stato acquistato dal Real Madrid che lo ha prestato al Deportivo La Coruña fino al termine della stagione. Rientrato nella capitale, ha disputato una stagione con il Castilla in cui ha segnato 4 gol in 23 presenze.
Il 25 agosto 2021 si è trasferito al Real Valladolid, club appena retrocesso in seconda divisione. Il 15 settembre, dopo sole due partite disputate, ha subito la rottura del legamento crociato anteriore destro, che ne ha concluso anzitempo la stagione. È tornato fra i convocati solamente il 24 aprile 2022, senza però scendere in campo.
Il 1º settembre 2022 è stato ceduto in prestito al Ponferradina per una stagione.

### Nazionale
Nel 2018 ha giocato una partita con la maglia della nazionale spagnola Under-19.

## Statistiche

### Presenze e reti nei club
Statistiche aggiornate al 7 luglio 2023.
| Stagione        | Squadra             | Campionato      | Campionato | Campionato | Coppe nazionali | Coppe nazionali | Coppe nazionali | Coppe continentali | Coppe continentali | Coppe continentali | Altre coppe | Altre coppe | Altre coppe | Totale | Totale |
| Stagione        | Squadra             | Comp            | Pres       | Reti       | Comp            | Pres            | Reti            | Comp               | Pres               | Reti               | Comp        | Pres        | Reti        | Pres   | Reti   |
| --------------- | ------------------- | --------------- | ---------- | ---------- | --------------- | --------------- | --------------- | ------------------ | ------------------ | ------------------ | ----------- | ----------- | ----------- | ------ | ------ |
| 2018-2019       | Malaga B            | SDB             | 14         | 1          |                 | -               | -               |                    | -                  | -                  |             | -           | -           | 14     | 1      |
| 2019-2020       | Malaga B            | TD              | 13         | 1          |                 | -               | -               |                    | -                  | -                  |             | -           | -           | 13     | 1      |
| Totale Málaga B | Totale Málaga B     | Totale Málaga B | 27         | 2          |                 | -               | -               |                    | -                  | -                  |             | -           | -           | 27     | 2      |
| 2018-2019       | Malaga              | SD              | 3          | 0          | CR              | 0               | 0               |                    | -                  | -                  |             | -           | -           | 3      | 0      |
| 2019-gen. 2020  | Malaga              | SD              | 5          | 0          | CR              | 0               | 0               |                    | -                  | -                  |             | -           | -           | 5      | 0      |
| Totale Málaga   | Totale Málaga       | Totale Málaga   | 8          | 0          |                 | 0               | 0               |                    | -                  | -                  |             | -           | -           | 8      | 0      |
| gen.-giu. 2020  | Deportivo La Coruña | SD              | 13         | 1          | CR              | 0               | 0               |                    | -                  | -                  |             | -           | -           | 13     | 1      |
| 2020-2021       | Real M. Castilla    | SDB             | 24         | 4          | CR              | 0               | 0               |                    | -                  | -                  |             | -           | -           | 24     | 4      |
| 2021-2022       | Real Valladolid     | SD              | 2          | 0          | CR              | 0               | 0               |                    | -                  | -                  |             | -           | -           | 2      | 0      |
| 2022-2023       | Ponferradina        | SD              | 29         | 3          | CR              | 0               | 0               |                    | -                  | -                  |             | -           | -           | 29     | 3      |
| Totale carriera | Totale carriera     | Totale carriera | 103        | 10         |                 | 0               | 0               |                    | -                  | -                  |             | -           | -           | 103    | 10     |